# Прем
Прем (нем. Prem) — община в Германии, в земле Бавария. 
Подчиняется административному округу Верхняя Бавария. Входит в состав района Вайльхайм-Шонгау.  Население составляет 866 человек (на 31 декабря 2010 года). Занимает площадь 15,91 км².